# Clethra

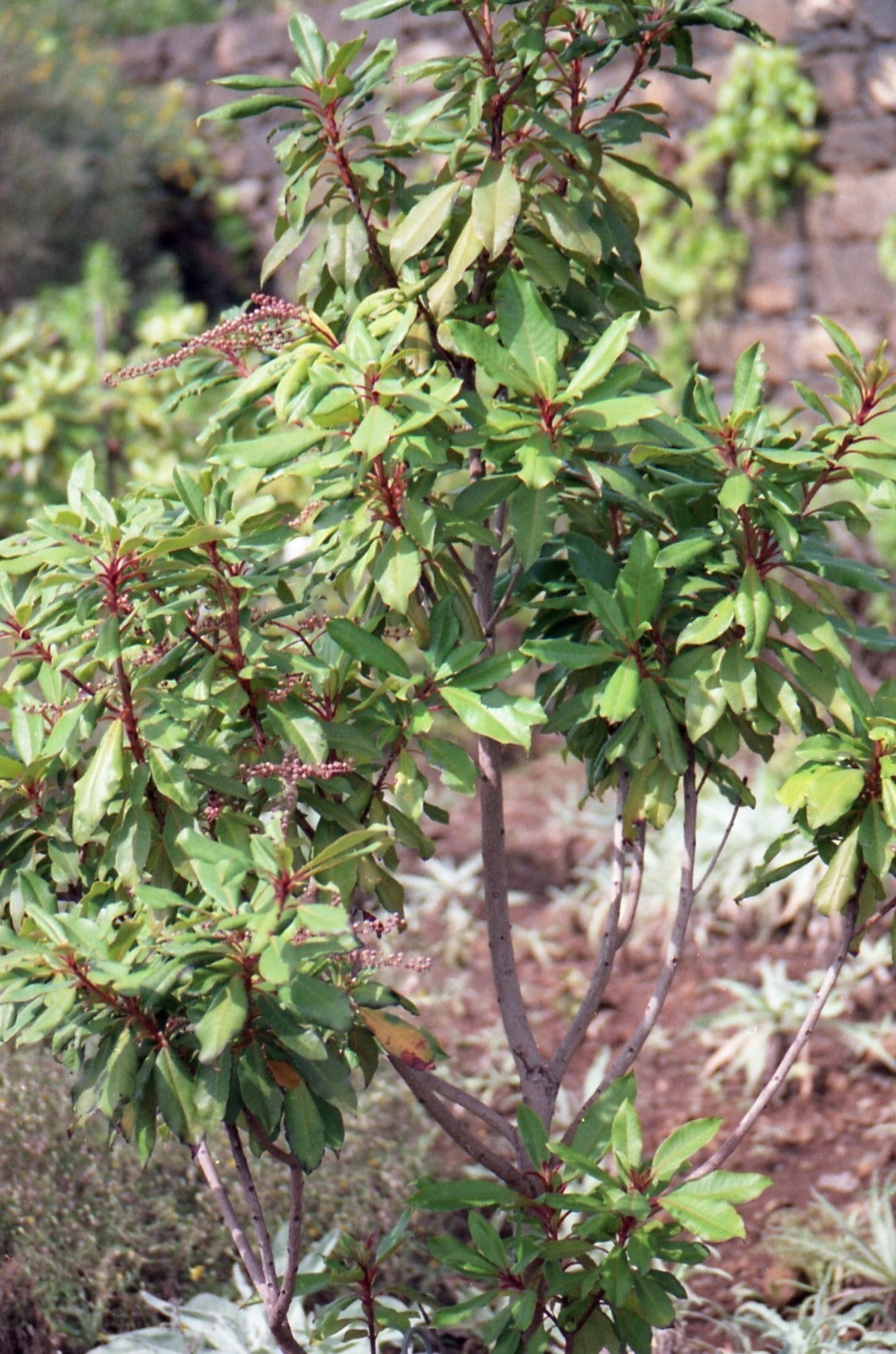
Clethra arborea.

Clethra est un genre de plante à fleurs de la famille des Clethraceae. Il est présent en zone tempérée et tropicale en Asie, Amérique du Nord et du Sud, ainsi qu'une espèce à Madère. 
Ce sont des arbustes.

## Espèces
- Clethra acuminata
- Clethra alcoceri
- Clethra alexandri
- Clethra alnifolia
- Clethra arborea
- Clethra arfakana
- Clethra barbinervis
- Clethra bodinieri
- Clethra breedlovei
- Clethra bridgesii
- Clethra canescens
- Clethra cardenasii
- Clethra castaneifolia
- Clethra chiapensis
- Clethra coloradensis
- Clethra concordia
- Clethra confertifolia
- Clethra consimilis
- Clethra conzattiana
- Clethra crispa
- Clethra cubensis
- Clethra cuneata
- Clethra delavayi
- Clethra elongata
- Clethra fabri
- Clethra fagifolia
- Clethra fargesii
- Clethra ferruginea
- Clethra fimbriata
- Clethra formosa
- Clethra fragrans
- Clethra gelida
- Clethra guyanensis
- Clethra hartwegii
- Clethra hendersonii
- Clethra hirsutovillosa
- Clethra javanica
- Clethra kaipoensis
- Clethra kebarensis
- Clethra lanata
- Clethra lancifolia
- Clethra licanioides
- Clethra longispicata
- Clethra luzmariae
- Clethra mexicana
- Clethra michoacana
- Clethra nicaraguensis
- Clethra nutantiflora
- Clethra oaxacana
- Clethra obovata
- Clethra occidentalis
- Clethra oleoides
- Clethra ovalifolia
- Clethra pachecoana
- Clethra pachyphylla
- Clethra papuana
- Clethra parallelinervia
- Clethra parvifolia
- Clethra pedicellaris
- Clethra peruviana
- Clethra petelotii
- Clethra poilanei
- Clethra pringlei
- Clethra pulgarensis
- Clethra purpusii
- Clethra pyrogena
- Clethra repanda
- Clethra retivenia
- Clethra revoluta
- Clethra rosei
- Clethra rugosa
- Clethra scabra
- Clethra skutchii
- Clethra sleumeriana
- Clethra suaveolens
- Clethra sumatrana
- Clethra sumbawaensis
- Clethra symingtonii
- Clethra talamancana
- Clethra tomentella
- Clethra tutensis
- Clethra tuxtlensis
- Clethra uleana
- Clethra vicentina